# Martin Tuszkay

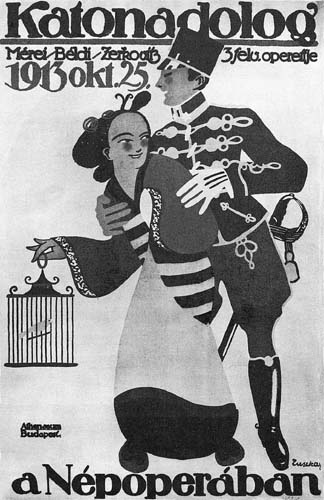
Katonadolog – Plakat für eine Aufführung der Volksoper Budapest 1913

Martin Tuszkay, ungarisch Márton Tuszkay (* 18. Januar 1884 in Veszprém, Königreich Ungarn; † 21. November 1940 in Berlin) war ein ungarischer Plakatkünstler und Gebrauchsgrafiker.

## Leben

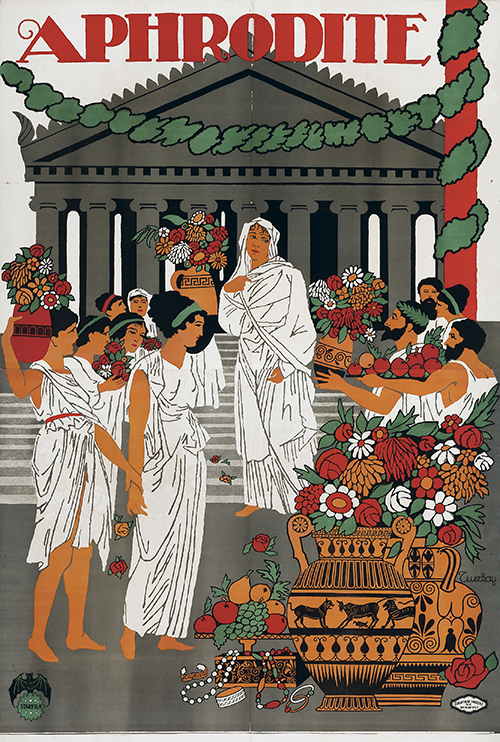
Plakat für den 1918 entstandenen Film Aphrodite von Alfréd Deésy

Tuszkay begann auf Wunsch seines Vaters zunächst ein Studium der Rechtswissenschaft in Budapest, was er jedoch nach zwei Jahren abbrach. Aufgrund seiner außergewöhnlichen zeichnerischen Fähigkeiten entschied er sich, eine künstlerische Laufbahn einzuschlagen. Er arbeitete zunächst bei verschiedenen Graphikern in Ungarn, dann zwischen 1907 und 1911 abwechselnd in ungarischen und französischen Ateliers. Sein erstes berufliches Wirkungsfeld in der Heimat war das große Druck- und Verlagsunternehmen Athenaeum, wo er in der Werbeabteilung und als Plakatmaler arbeitete. Im Jahr 1910 gewann ein Entwurf, den er aus Paris nach Hause schickte, unter fünfzig Bewerbern den ersten Preis der Nationalen Ungarischen Gesellschaft der Schönen Künste und wurde im Künstlerhaus ausgestellt. In den Jahren vor dem Ersten Weltkrieg arbeitete er auch in Berlin. Sein Schaffen bestand aus Plakatentwürfen und Grafiken. Seine dreieinhalbjährige Zeit als Soldat im Ersten Weltkrieg bot ein neues Thema für seine Werke. In einer Ausstellung im Nationalen Salon im Sommer 1918 zeigte er mit rund hundert Grafiken und kleinen Gemälden die Verwüstungen des Krieges und das Leben an der Front. 1919 gestaltete er auch einige politische Plakate. In seiner Frühzeit stand er der Künstlergruppe Nyolcak nahe. Ab 1921 lebte er, mit einer einjährigen Unterbrechung als Leiter der Werbeabteilung des Budapester Kaufhauses Fenyves, fast ununterbrochen in Berlin. Dort gestaltete er Plakate für verschiedene Filmgesellschaften und entwarf Graphiken für Postkarten und Zeitschriften.
Mit seinen Werken, die sich in verschiedenen Museen und Galerien finden, zählt er zu den Meistern der ungarischen Plakatkunst. Die Plakatabteilung der Széchényi-Nationalbibliothek verfügt über eine relativ umfangreiche Sammlung von Tuszkays Plakaten. Zuletzt lebte er in Berlin, wo er auch verstarb. Seine letzte Ruhestätte fand er auf dem Südwestkirchhof Stahnsdorf.

## Werke (Auswahl)
- Corsets Arnold Obersky (Werbeplakat Paris um 1900)
- Giampetro-Kaisergarten-Parisiana (Theaterplakat 1910)
- Wäschestickereien (Grafik um 1910)
- Katonadolog. Mérei / Béldi / Zerkovitz (Theaterplakat 1913)
- Gyors segély – Auguszta alap (Lithographie zur schnellen Hilfe gegen die Not im Banat 1914)
- Italienische Marktgemeinde (Grafik 1917)
- Proletárok (Miniposter für die ungarische Räterepublik 1919)
- 7 film Szovjet-Oroszországból (Miniposter für den Sowjetfilm 1919)
- Védd meg a proletárok hatalmát. Állj be a Vörös Hadseregbe! Még ma! (Miniposter für die ungarische Rätearmee 1919)
- A Kékszakál Asszony (Madam Bluebeard) (Filmplakat um 1919)
- Liqueurs Baronel (Werbeplakat)
- Vagabunden (Grafik)